# Аполлонівський палеовулкан
Аполлонівський палеовулкан — стародавній згаслий вулкан, розташований у кількасот метрах від правого берегу річки Мокра Сура на північ від села Аполлонівки на правобережжі Дніпровського району Дніпропетровської області у 40 км на південний захід від центру Дніпра.
Аполлонівський палеовулкан — один з найстаріших палеовулканів Землі (3,2 млрд років). Вік найдавніших лавових потоків, виявлених на Землі, неподалік села Інукджуак на березі Гудзонової затоки в Канаді, становить 3,825 мільярда років.

## Дослідження
Першим дослідником вулкану був Валеріан Домгер, що залишив його опис у праці «Геологические исследования в южной России в 1881—1884 годах». Повніші дані опубліковані в статті «Об Аполлоновском палеовулкане» 1987 року.
Сучасними дослідженнями займається кандидат геолого-мінералогічних наук, доцент кафедри геології і гідрогеології ДНУ Володимир Манюк. Вулкан є постійним центром геологічних досліджень вчених й студентів[джерело?].

## Опис
За оцінками останнє виверження трапилося біля 3,2 млрд років тому. Вулкан складено з метабазальтів.
Оскільки Аполлонівський вулкан старше кримських палеовулканів Фіолент й Кара-Даг, первинна його структура не так добре збереглася. Проте тут можна розгледіти фрагменти палеовулканічного «амфітеатру», що в той далекий час генерував лаву. Досвідчене око геолога може розгледіти жерловину вулкану, а на донній частини помітити зіткнення двох лавових потоків.

## Світлини

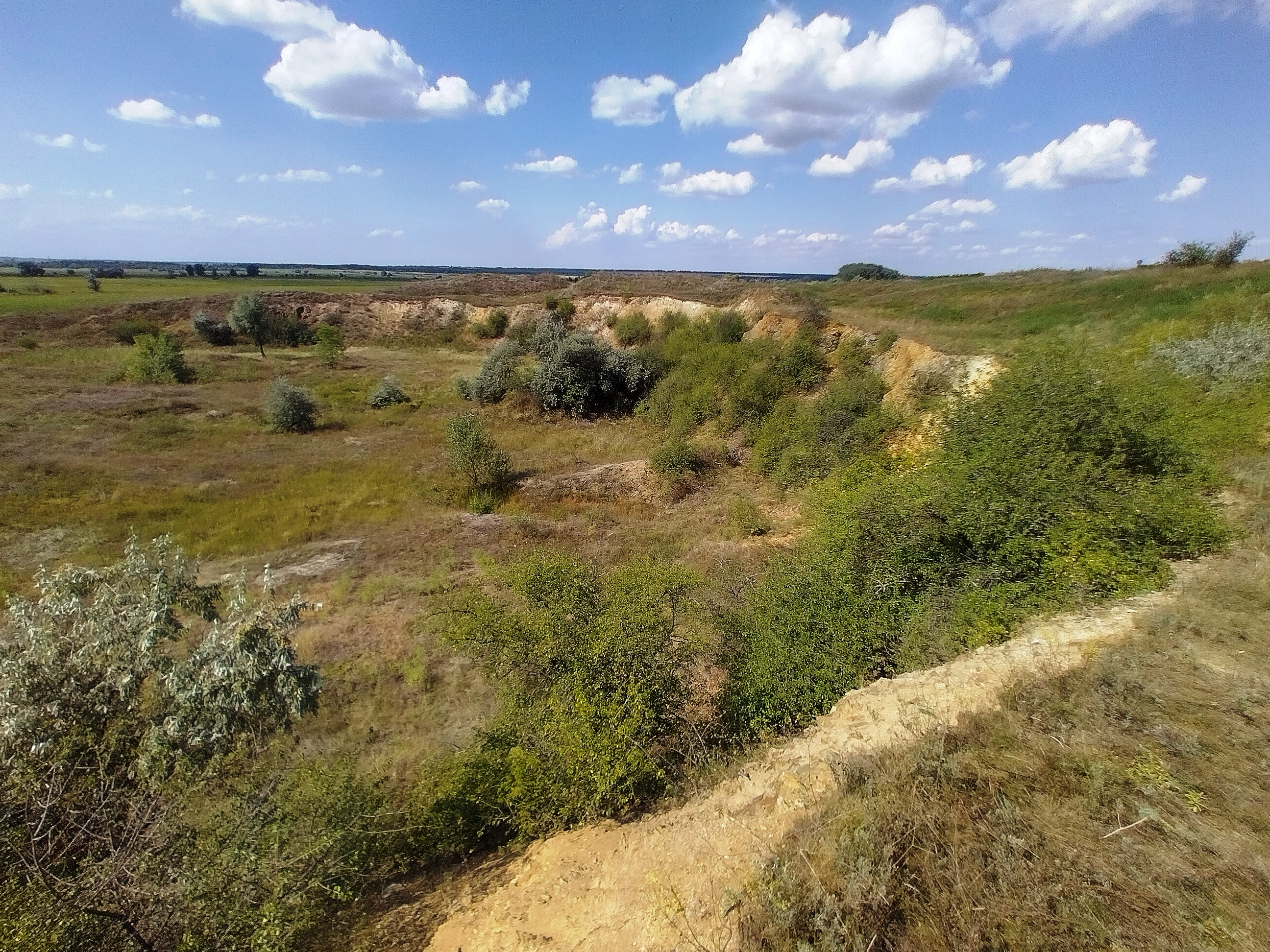
Загальний вигляд
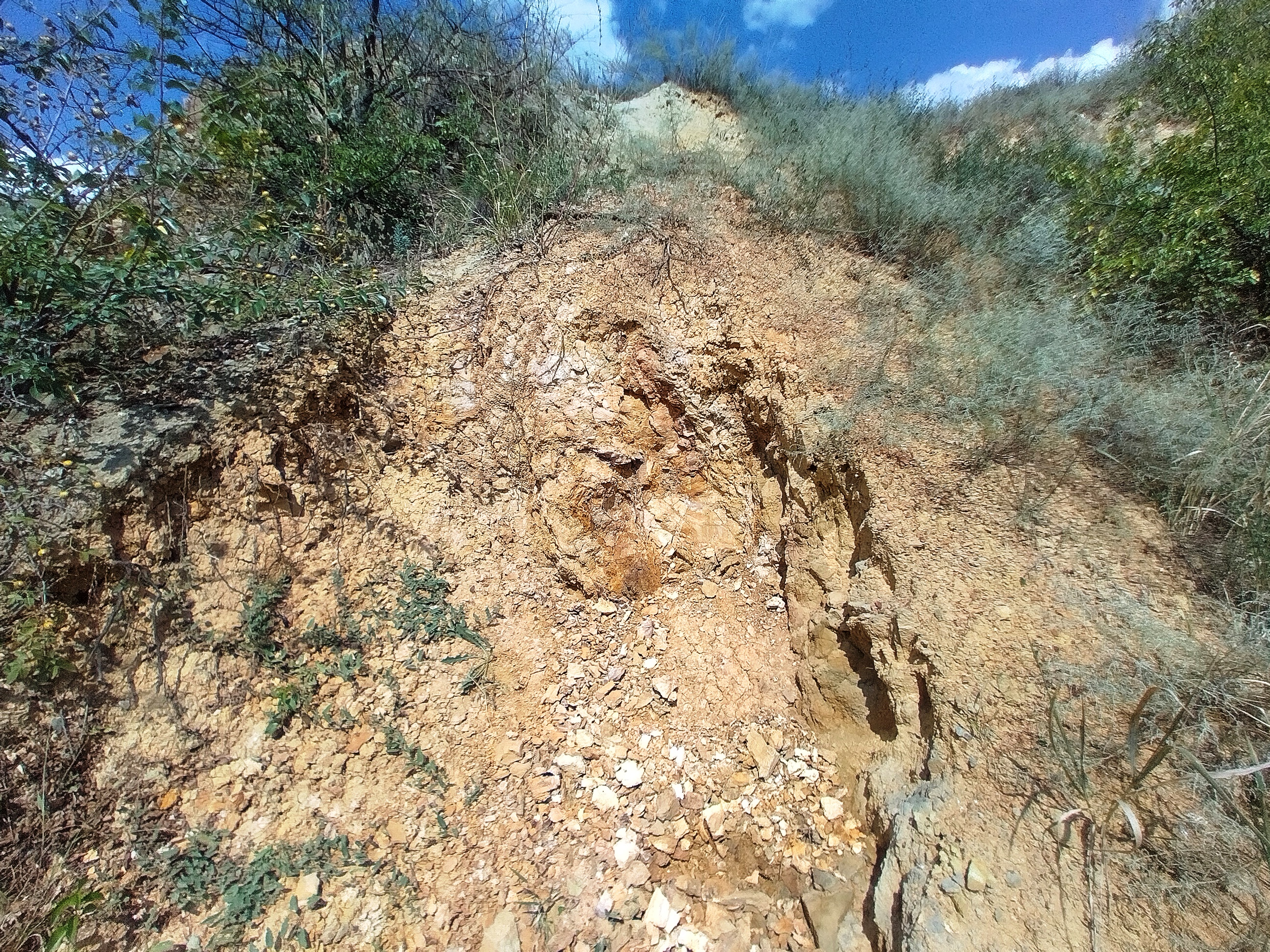
Застиглий лавовий потік
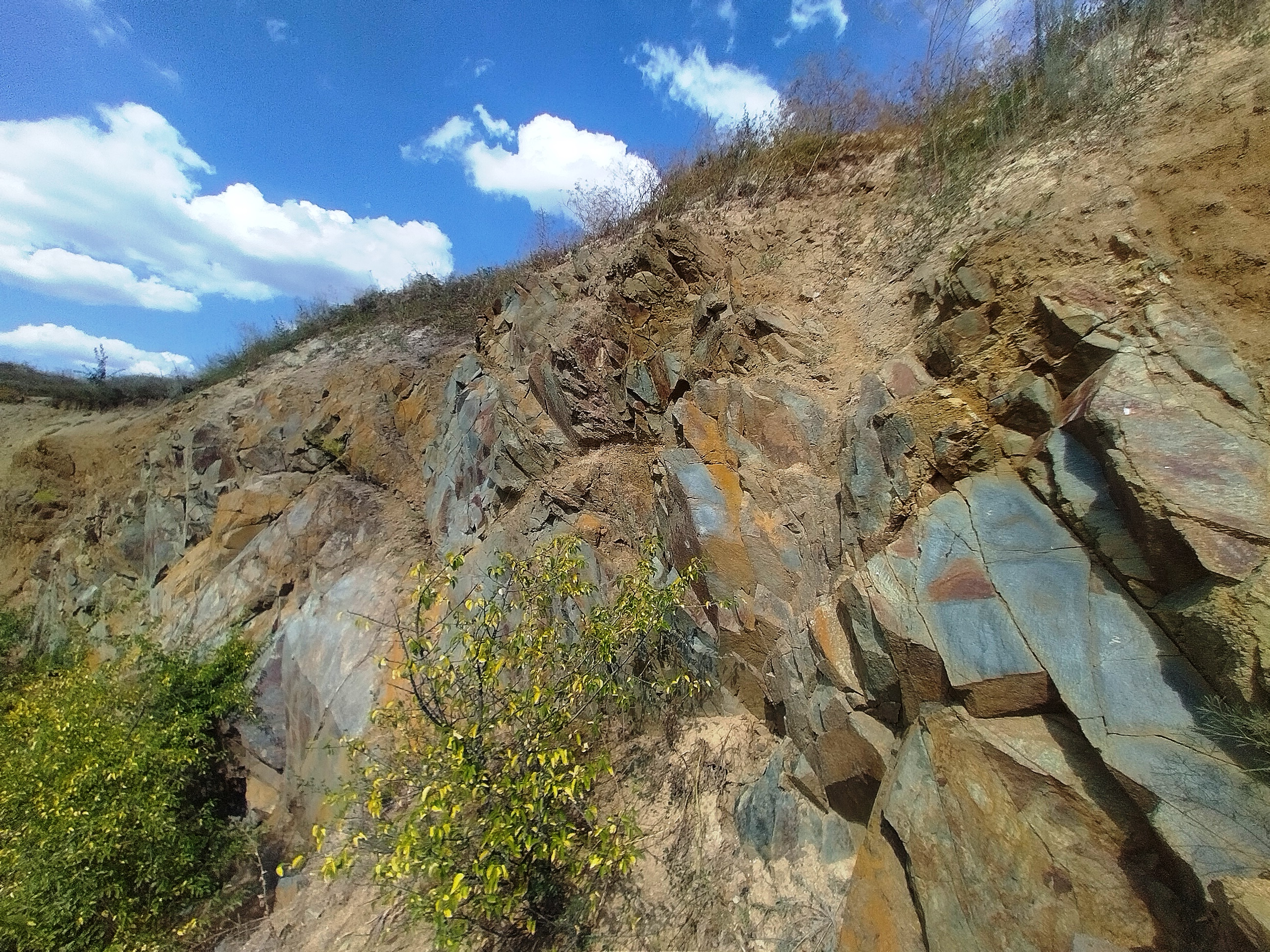
Скелі метабазальту
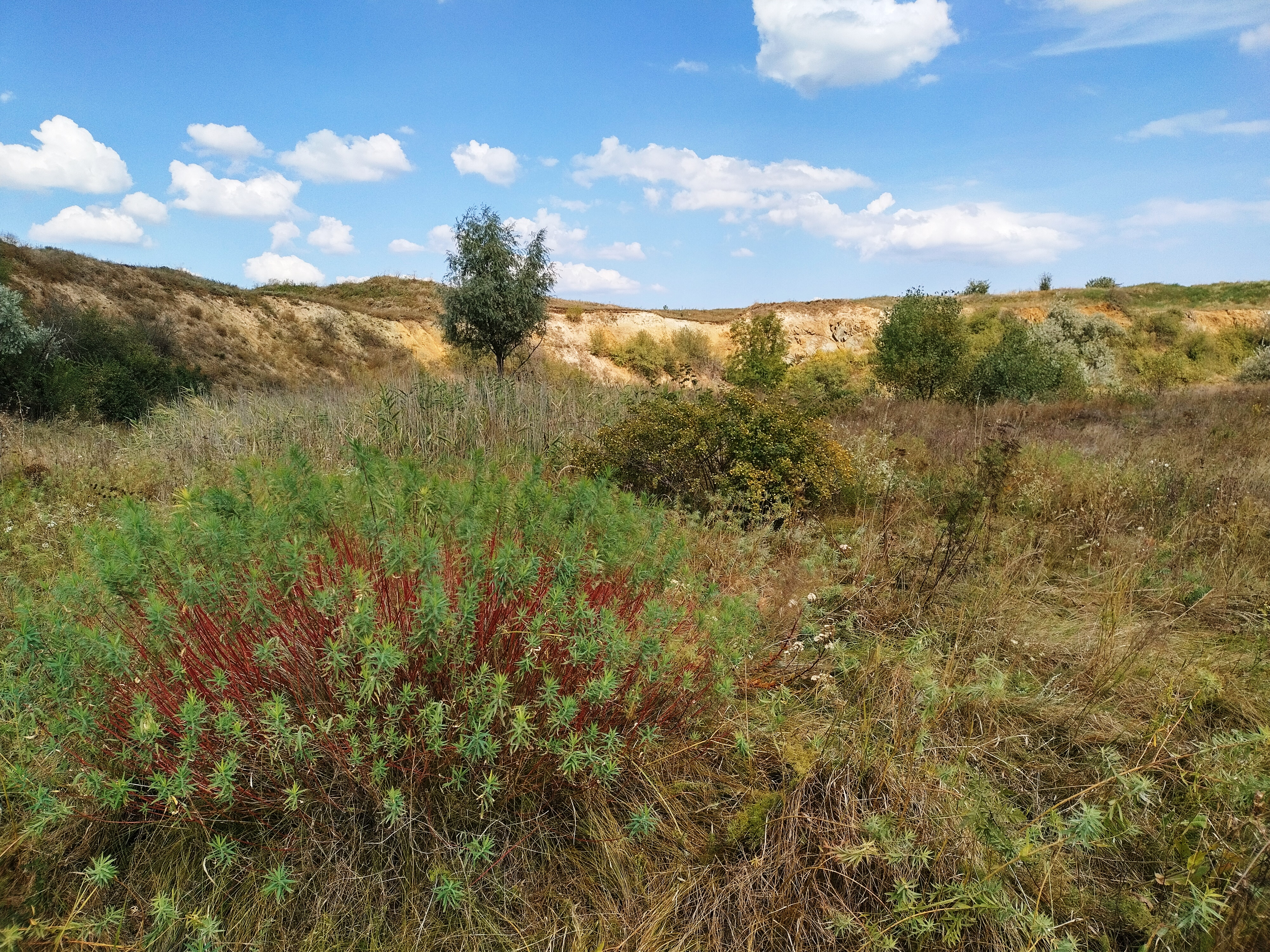
Рослинність в середині кратеру
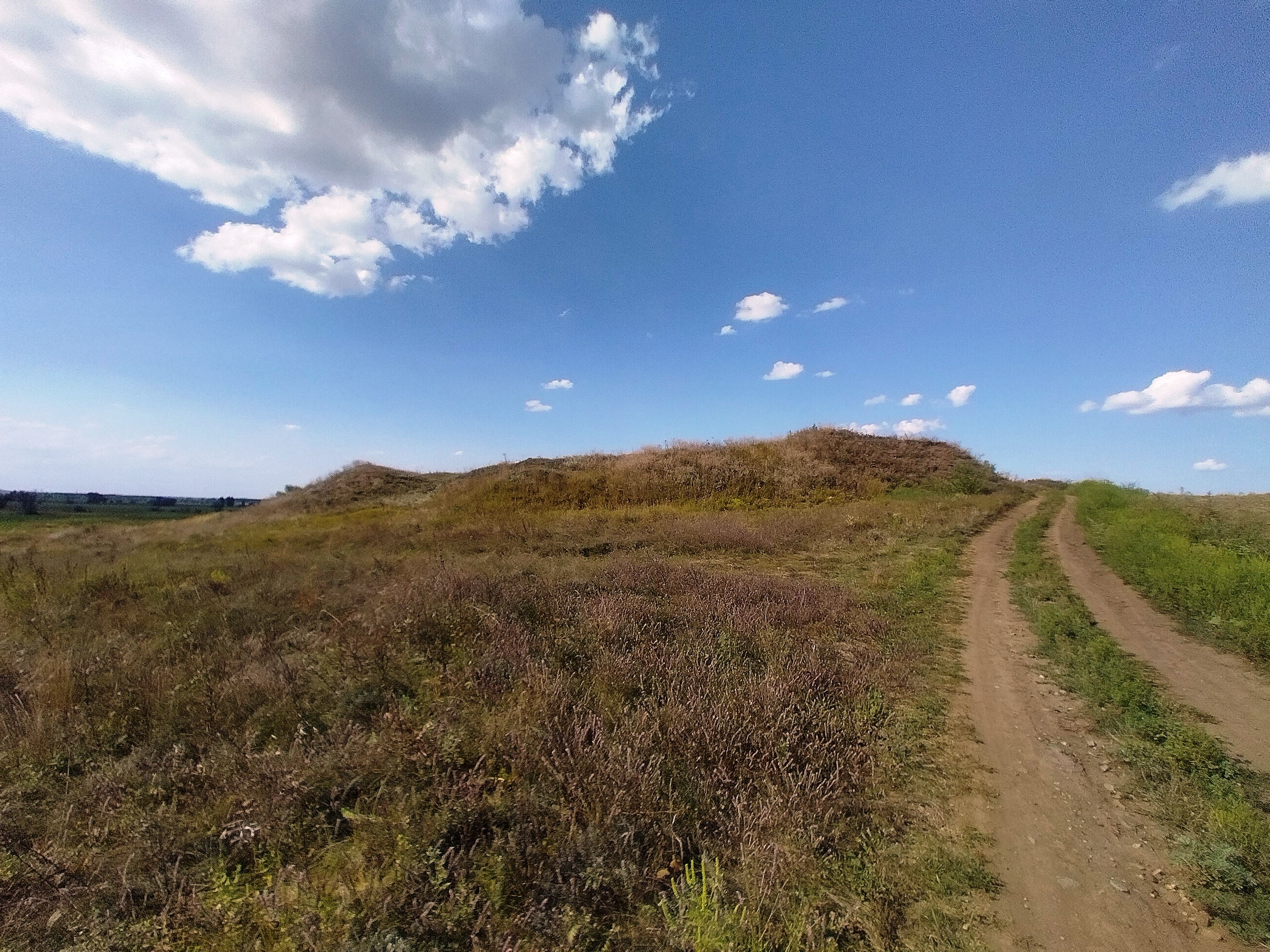
Вид на Аполлонівський палеовулкан з дороги